# Cliente FTP basado en web
Un cliente FTP basado en web no es más que un cliente FTP al cual podemos acceder a través de nuestro navegador web sin necesidad de tener otra aplicación para ello.
Al disponer de un cliente FTP basado en web se puede acceder al servidor FTP remoto como si se estuviera realizando cualquier otro tipo de navegación web.
A través de un cliente FTP basado en web se puede crear, copiar, renombrar y eliminar archivos y directorios, cambiar permisos, editar, ver, subir y descargar archivos, así como cualquier otra función del protocolo FTP que el servidor FTP remoto permita.
- Datos: Q5772565